# Communauté de communes de la Voie romaine
Die Communauté de communes de la Voie romaine ist ein ehemaliger französischer Gemeindeverband (Communauté de communes) im Département Nord und der Region Nord-Pas-de-Calais. Er wurde am 16. Juni 2003 gegründet.
Der Gemeindeverband fusionierte 2014 mit der
- Communauté de communes du Pays de Cassel, der
- Communauté de communes du Pays des Géants, der
- Communauté de communes de l’Houtland, der
- Communauté de communes rurales des Monts de Flandre und der
- Communauté de communes Monts de Flandre-Plaine de la Lys

und bildete damit die Communauté de communes de Flandre Intérieure.

## Mitglieder
| Code INSEE | Gemeinde    | Maire               | Einwohner   | Bev.dichte | Delegierte |
| ---------- | ----------- | ------------------- | ----------- | ---------- | ---------- |
| 59087      | Boëseghem   | Danielle Mametz     | 755 Einw.   | 708 ha     |            |
| 59416      | Morbecque   | Elisabeth Dantin    | 2 669 Einw. | 4 434 ha   |            |
| 59578      | Steenbecque | Claude Rahou        | 1 612 Einw. | 1 196 ha   |            |
| 59590      | Thiennes    | Jean-Pierre Davrout | 856 Einw.   | 754 ha     |            |
| Totaux     | 4 Gemeinden | 4 Gemeinden         | 5 892 Einw. | 7 092 ha   | 22         |

## Quelle
- Le SPLAF – (Website zur Bevölkerung und Verwaltungsgrenzen in Frankreich (frz.))